# الجوهرية (نبطية)
الجوهرية هي إحدى القرى اللبنانية من قرى قضاء النبطية في محافظة النبطية.